# Кричевский, Владимир Григорьевич
Влади́мир Григо́рьевич Криче́вский (род. 20 сентября 1947) — российский графический дизайнер, искусствовед, художественный критик, автор книг и многочисленных статей по типографике.

## Биография
Занимался научной работой во ВНИИТЭ и в Московском полиграфическом институте. В конце 1970-х гг. разрабатывал дизайн дорожных знаков в СССР.
В 1994—1996 гг. совместно с Еленой Всеволодовной Черневич был главным редактором журнала «Да!».
Читал лекции в Высшей академической школе графического дизайна и учреждениях Европы:
- Академия Ритвельда, Стейделек-музей (Амстердам), Академия Яна ван Эйка (Маастрихт);
- Королевский художественный колледж, Школа графического дизайна (Лондон);
- Высшая школа изобразительного искусства (Гамбург).

## Избранные труды
- Адамов Е. Б., Кричевский В. Г. Оформление справочных изданий. — М.: Книга, 1981. — 110 с. — (Библиотека оформителя книги). — 7000 экз.
- Адамов Е. Б., Кричевский В. Г., Черневич Е. В. и др. Композиция изданий : Особенности проектирования различ. типов изд. : Учеб. пособие для спец. 051800 «Графика» / Под ред. С. М. Болховитиновой. — М.: Изд-во МГУП, 2000. — 165 с. — 400 экз. — ISBN 5-8122-0172-2.
- Кричевский В. Г. Дмитрий Буланов: был в Ленинграде такой дизайнер. — М.: Культурная революция, 2007. — 119 с. — ISBN 978-5-250-06023-3.
- Кричевский В. Г. Печатные картинки революции. — М.: Типолигон-АБ, 2009. — 193 с. — 500 экз. — ISBN 978-5-88149-340-0.
- Кричевский В. Г. Поэтика оттиска. — М.: ИМА-пресс, 1995. — 32 с.
- Кричевский В. Г. Борр: книга о забытом дизайнере дцатых и многом другом, включая особенности оформления этой самой книги. — М.: Самолёт, 2004.
- Идеальный дизайн. — М.: Типолигон-АБ, 2012.
- Модерн(ъ) в печати. — М.: Типолигон-АБ, 2010.
- Николай Ильин: «У меня есть кое-какие мысли относительно наборной обложки». — 2000.
- От модерна до ежовщины: 107 замечательных обложек. — М.: Контакт-Культура, 2006.
- Поэтика репродукции. — М.: Типолигон-АБ, 2007. — 48 с. — 1500 экз.[3]
- Типографика в терминах и образах. — М.: Слово, 2000. — Т. 1, 2. (лучшая книга России 2000 года[4])
- Алексей Домбровский, Кричевский В. Г. Два шрифта одной революции — М.: Мастерская, 2014.[5]
- Кричевский В. Г. Кое-что о шрифте в типографике — М.: Шрифт, 2015.[6]
- Александр Суриков: очерк графического стиля. — М.: Кучково поле, 2016.
- 1933-37: проблески «формализма» в оформлении советской книги. — М.: Кучково поле, 2017.
- О книгах (моих) для дизайнеров. — М.: БуксМАрт, 2018.